# Luchtsport in Suriname
Luchtsport in Suriname is onder te verdelen in verschillende deelsporten. Er wordt gevlogen met kleine vliegtuigen, zweefvliegtuigen en modelvliegtuigen. Boven Paramaribo worden rondvluchten met een helikopter gehouden.

## Geschiedenis
In Suriname zijn er meerdere verenigingen (geweest) die zich met de luchtsport bezighouden of hebben gehouden. Voorbeelden hiervan zijn Aeroclub Suriname, Zeefvliegclub Akka, Aero Modelers Suriname en de Stichting ter Bevordering van de Luchtsport in Suriname.
Hi-jet organiseert rondvluchten in een helikopter vanaf de nationale luchthaven. Ballonvaarten zijn zeldzaam in Suriname. In 1955 werd een ballonvaart gehouden tijden het bezoek van koningin Juliana. In 2018 ondernam een Nieuw-Zeelander een vlucht.

### Aeroclub Suriname

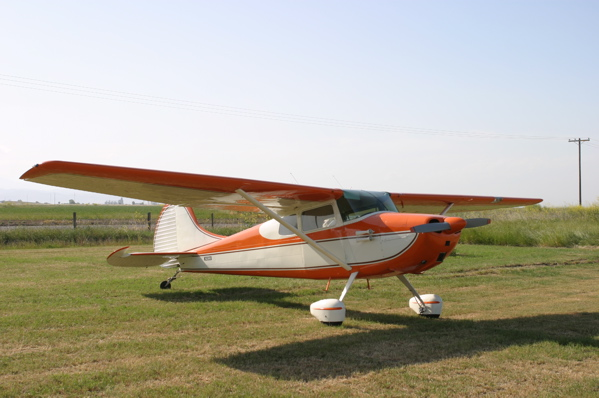
Cessna170 B (hier niet Surinaams)

Op 17 februari 1961 werd Aeroclub Suriname opgericht. De club had aan het begin 21 leden en aanvankelijk nog geen eigen lesvliegtuig. Er werd begonnen met geven van theorielessen in meteorologie, navigatie, aerodynamica, luchtvaartrecht, instrumenten en motoren. De club bouwde een hangar op Zorg en Hoop Airport op en schafte in de loop van de jaren meermaals kleine vliegtuigen aan. Ook werden luchtshow gegeven. Aeroclub Suriname bleef overeind, ondanks de problemen zoals allerlei kinderziektes en gebrek aan leden, geld en instructeurs.

### Zeefvliegclub Akka

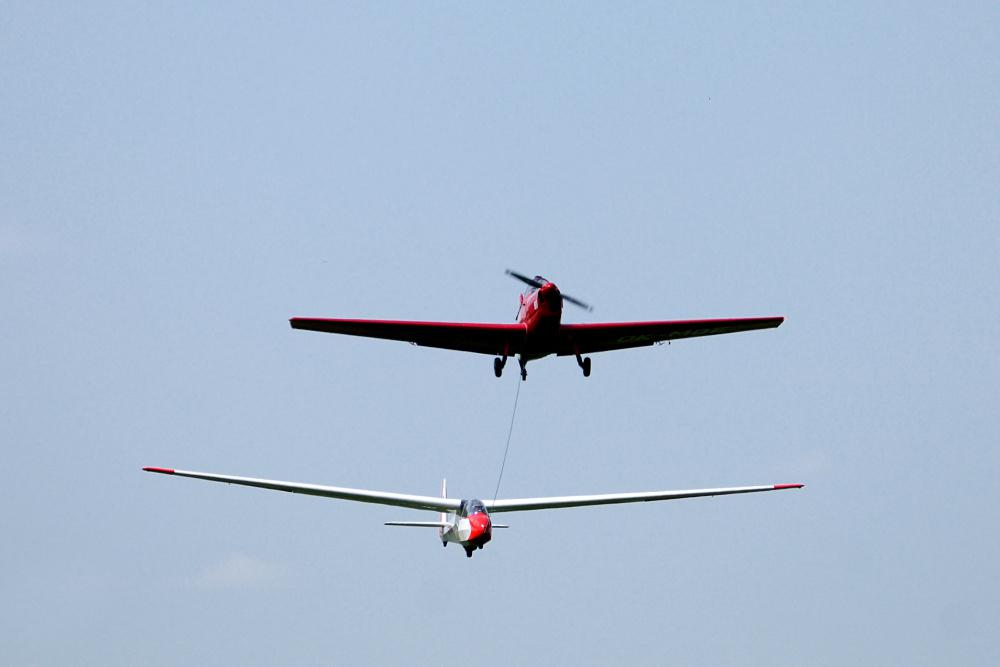
Schleicher K7 (hier niet Surinaams)

Op 1 augustus 1962 werd de Zweefvliegclub Akka opgericht om het zweefvliegen te bevorderen. In 1995 werd de club nieuw leven ingeblazen. Op 10 maart 2011 breidde de vloot uit met de aankoop van een Schleicher K7 Rhönadler uit Nederland.

### Modelvliegtuigsport
In 1974 liet de vereniging voor modelvliegtuigsport Aero Modelers Suriname van zich horen door deelname aan een wedstrijd in Cayenne, de hoofdstad van Frans-Guyana. Hier won Roël Chin A Lien een eerste plaats voor het mooist afgewerkte model en Leo Jong Plan Ki een eerste prijs in het stuntvliegen. In 1978 deed de vereniging mee aan de wedstrijd in Saint-Laurent-du-Maroni, eveneens in Frans-Guyana. Ook organiseerde de club wedstrijden in eigen land op het vliegveld Tourtonne IV.
In 2015 gaf de Stichting ter Bevordering van de Luchtsport in Suriname een demonstratie met een modelvliegtuig op de Majoor Henk Fernandes Airport bij Nieuw-Nickerie. Er werd onder meer met een turbinejet gevlogen. Dit jaar was het voor het eerst dat een dergelijk modelvliegtuig in Suriname vloog, aldus voorzitter John Bajnatsa.

### Helikoptervluchten
Op de nationale luchthaven J.A. Pengel International Airport is Hi-jet Helicopter Services gevestigd die rondvluchten boven Paramaribo uitvoert. Op Valentijnsdag 2016 organiseerde de helikopterdienst een vlucht voor meer dan honderd verliefde koppels.